# Freddy Ravello
Freddy Medardo Ravello Ubillas, né le 28 janvier 1955 à Lima, est un joueur de football péruvien qui évoluait au poste d'attaquant.

## Biographie
Ravello commence sa carrière de joueur en 1973 au José Gálvez de la ville portuaire de Chimbote avant de passer au Deportivo Municipal.
Repéré par l'Alianza Lima, il intègre ses files dès 1976 et y évolue jusqu'en 1983. Grand spécialiste des coups de pied de réparation, il remporte deux championnats, en 1977 (meilleur buteur, 21 buts) et 1978.
Avec la sélection du Pérou, il participe à la Copa América 1979 (demi-finaliste). Auteur de 11 matchs en sélection, il marque son seul but international contre l'Équateur, en match amical, le 8 août 1979.

## Palmarès
| Alianza Lima - Championnat du Pérou (2) : - Champion : 1977 et 1978. - Meilleur buteur : 1977 (21 buts). |  | Pérou - Jeux bolivariens (1) : - Champion : 1973. |